# Thalasseus bergii
El charrán piquigualdo (Thalasseus bergii) es una especie de ave marina de la familia Sternidae que habita en el Índico y el Pacífico suroccidental. Sus cinco subespecies forman grandes colonias en distintas zonas de las costas e islas de África, Asia y Oceanía. Tras la cría, todas las poblaciones se dispersan mucho, alejándose de sus zonas de cría internándose en el mar. 
Esta especie de charrán esta estrechamente emparentada con el charrán real y con el charrán bengalí, pero se diferencia fácilmente de ellos por su tamaño y el color del pico. El charrán piquigualdo como su propio nombre indica tiene el pico amarillo, la espalda gris, el vientre blanco y un copete crestado negro que se reduce durante el invierno.
Es una especie adaptable que ha aprendido a seguir a los barcos pesqueros para aprovechar los desperdicios tirados por la borda, y también a utilizar lugares de anidamiento inusuales como los tejados de los edificios y las islas artificiales de las salinas e instalaciones de aguas residuales. El robo de huevos y pollos realizado por las gaviotas, los ibis y humanos además de otras actividades humanas como la pesca y la caza son las causas de sus declives locales. No existe preocupación a nivel global sobre su estado de conservación, manteniéndose una población total estable de más de 500.000 individuos.

## Taxonomía
Los charranes y pagazas, familia Sternidae, son aves marinas de tamaño pequeño o mediano emparentadas cercanamente con las gaviotas, picos tijerass y págalos. Se parecen externamente a las gaviotas, pero generalmente son de estructura más ligera, con alas puntiagudas (que les proporcionan un vuelo vigoroso y rápido) y colas ahorquilladas. La mayoría de las especies son de color gris en las partes superiores y blancas en las superiores, y tienen un capirote negro que se reduce o se difumina en blanco en el invierno.
|  | \| \| T. bengalensis \| \| \| \| \| \| T. maxima \| \| \| \| |
|  |                                                              |
|  | T.bergii                                                     |
|  |                                                              |
|  | T. bengalensis                                               |
|  |                                                              |
|  | T. maxima                                                    |
|  |                                                              |

|  | T. bengalensis |
|  |                |
|  | T. maxima      |
|  |                |

|  | T. sandvicensis |
|  |                 |
|  | T. elegans      |
|  |                 |

|  | \| \| T. bengalensis \| \| \| \| \| \| T. maxima \| \| \| \| |
|  |                                                              |
|  | T.bergii                                                     |
|  |                                                              |
|  | T. bengalensis                                               |
|  |                                                              |
|  | T. maxima                                                    |
|  |                                                              |

|  | T. bengalensis |
|  |                |
|  | T. maxima      |
|  |                |

|  | T. sandvicensis |
|  |                 |
|  | T. elegans      |
|  |                 |

El charrán piquigualdo fue descrito por primera vez como Sterna bergii por el naturalista alemán Martin Lichtenstein en 1823, pero fue trasladado a su actual género, Thalasseus. después de que estudios de ADN mitocondrial confirmaran la necesidad de separar a los charranes que mostraban los tres distintos patrones de color en la cabeza (sin capirote negro, con capirote negro, y con capirote negro y frente blanca) por corresponder a distintos clados.
Los especies del género más cercanas al charrán piquigualdo parecen ser el charrán bengalí (T. bengalensis) y el charrán real, (T. maximus). Este estudio no incluye al charrán chino (T. bernsteini), en peligro crítico de extinción, pero como esta ave se consideraba anteriormente conespecífica con el charran piquigualdo como la subespecie T. b. cristatus, se supone que también está muy cercanamente emparentada.
El nombre del género deriva del término griego Thalassa (mar), y el de la especie bergii hace honor de Carl Heinrich Bergius, el farmacéutico y botánico prusiano que recolectó el primer espécimen estudiado de charrán piquigualdo cerca de Ciudad del Cabo.
El charrán piquigualdo tiene cinco subespecies locales, que se diferencian principalmente en el color de las zonas superiores y el pico. A continuación se listan en secuencia taxonómica. Se han propuesto varias subespecies más pero no han sido consideradas válidas.
| Subespecie                          | Área de cría                                              | Características distintivas                                                          | Población estimada                                                                                               |
| ----------------------------------- | --------------------------------------------------------- | ------------------------------------------------------------------------------------ | --- |
| T. b. bergii (Lichtenstein, 1823)   | Costas de Sudáfrica y Namibia                             | Partes superiores gris oscuro, algo mayor que thalassina, menos blanco en la cabeza  | 20.000 individuos (incluye 6.336 parejas reproductoras en Sudáfrica y más de 1682 en Namibia)                    |
| T. b. enigma (Clancey, 1979)        | Del delta del Zambeze, Mozambique hasta Durban, Sudáfrica | La subespecie más pálida                                                             | 8.000–10.000 individuos en Madagascar y Mozambique                                                               |
| T. b. cristata (Stephens, 1826)     | Índico oriental, Australia y el Pacífico occidental       | Como bergii, con la cola, trasero y espalda del mismo color. Más pálido en Australia | más de 500.000 individuos en Australia                                                                           |
| T. b. thalassina (Stresemann, 1914) | Océano Índico occidental                                  | Pequeña y pálida, más grande y menos pálida en su zona sur                           | 2.550–4.500 individuos en África oriental y las Seychelles                                                       |
| T. b. velox (Cretzschmar, 1827)     | Mar Rojo, Golfo Pérsico, Índico septentrional             | La subespecie mayor, más pesada, más oscura y con el pico más largo                  | 33.000 en Oriente Medio (incluidas 4.000 parejas en Omán y 3.500 parejas en las islas alrededor de Arabia Saudí) |

## Descripción

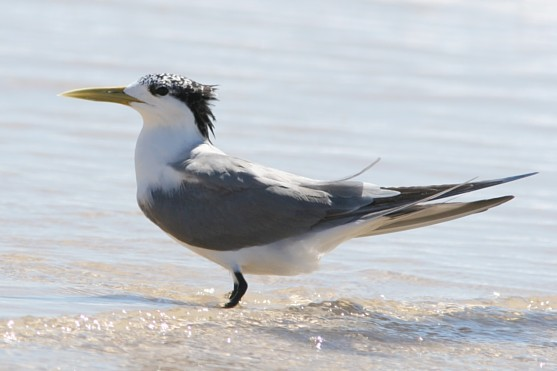
Adulto de T. b. cristatacon plumaje no reproductivo.

El charrán piquigualdo en un charrán bastante grande, con una longitud de 5,4–6,5 cm, el pico amarillo, las patas negras y una capirote negro brillante crestado en la parte de atrás. Los adultos de la subespecie nominal T. b. bergii mide 46–49 cm, con una envergadura alar de 125–130 cm. Esta subespecie pesa 325–397 g. En su plumaje reproductivo la frente y las partes inferiores del cuerpo son blancas, y la espalda y el interior de las alas son de color gris oscuro. En invierno el gris de las partes superiores clarea a un gris más pálido y el píleo se vuelve blanco, quedando en la parte trasera de la cabeza salpicada en blanco una mancha negra con la cresta.
Los adultos de ambos sexos tienen un aspecto idéntico, pero los juveniles son distintos, con un patrón de color en la cabeza similar al de los adultos en invierno, las partes superiores estampadas en gris y marrón y algo de blanco. Sus alas cerradas parecen tener listas oscuras. Tras la muda los jóvenes charranes se parecen a los adultos, pero todavía presentan más colores en las alas, con una lista oscura en las plumas de vuelo interiores.

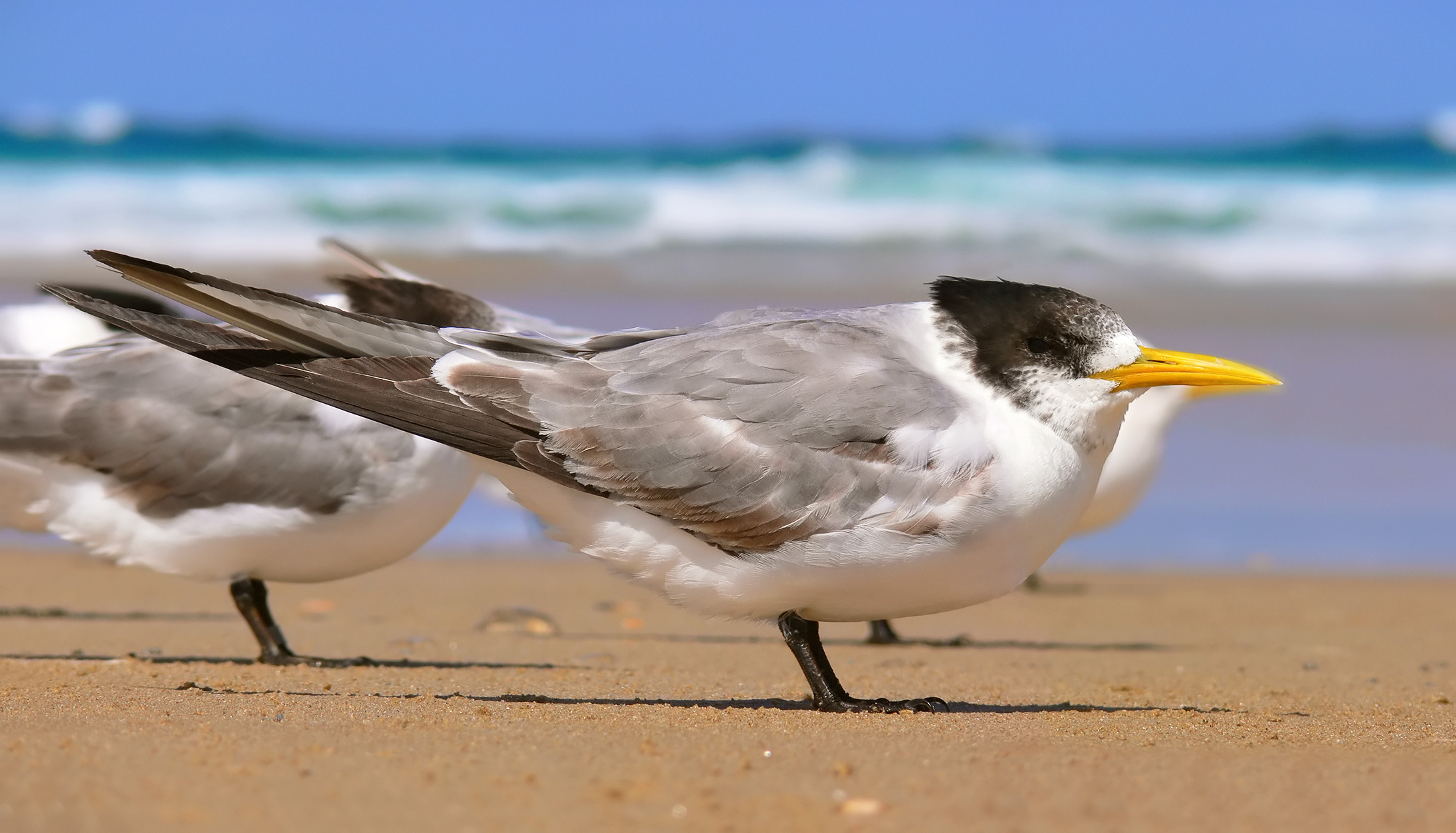
Juvenil de primer año de T. b. cristata

Las especies septentrionales T. b. velox y T. b. thalassina tienen el plumaje de cortejo de mayo a septiembre, mientras que en las dos variedades africanas el periodo principal se presenta de diciembre hasta abril. Para T. b. cristata el periodo de muda depende del lugar, para las aves de Australia y el resto de Oceanía el plumaje reproductor permanece de septiembre hasta abril, pero en Tailandia, China y Célebes aparece de febrero a julio.
El charrán real es de tamaño similar al piquigualdo, pero tiene una estructura más pesada, con alas más anchas, la espalda más pálida y su pico es más romo y de color naranja intenso. El charrán piquigualdo a menudo se junta con el charrán bengalí, pero es un 25% más grande que este último, tiene un pico proporcionalmente más largo, una cabeza mayor y un cuerpo más fornido. Además los charranes bengalíes tienen el pico anaranjado, y el plumaje de los inmaduros presenta más motas que las de los piquigualdos.
El charran piquigualdo emite muchos sonidos, especialmente en la época de cría. Las llamada de advertencia territorial es un graznido chillón y estridente que suena como «kirrak». Además presentan otras llamadas como un «korrkorrkorr» que emiten en el nido cuando están ansiosas o excitadas, y un fuerte «wip wip» cuando están en vuelo.

## Distribución y hábitat

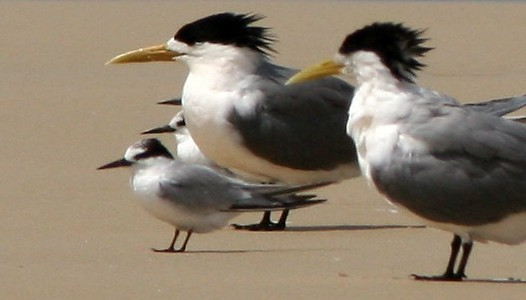
Posados junto a un charrancito se aprecia su diferencia de tamaño.

El charrán piquigualdo se encuentra en las costas tropicales y templadas meridionales del Viejo Mundo y Oceanía, en las costas del océano Índico desde Sudáfrica hasta Australia y el Pacífico occidental. Las subespecies T. b. bergii y T. b. enigma crían en el sur de África, desde Namibia a Tanzania, y posiblemente en las islas alrededor de Madagascar. Produciéndose una discontinuidad hasta la otra zona de cría de esta especie que abarca de Somalia al mar Rojo, y hay otra discontinuidad al este, alrededor de la India, que separa las colonias de cría de Oceanía.
El charrán piquigualdo cría en muchas islas del océano Índico, como Aldabra y Etoile en las Seychelles, el archipiélago de Chagos e isla Rodrigues. Además hay colonias en numerosas islas del Pacífico, como Kiribati, Fiyi, Tonga, las islas de la Sociedad y las Tuamotus.

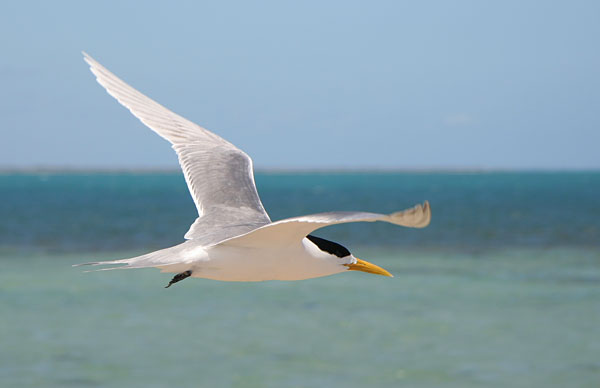
En vuelo.

Los nidos se emplazan en el suelo de islas arenosas, rocosas o coralinas, algunas veces entre pequeños arbustos pero la mayoría de las veces sin ninguna protección. Cuando no están criando los charranes piquigualdos se posan a descansar en el suelo en playas abiertas, y con menos frecuencia sobre botes, postes, edificios de los puertos o montones de sal en las salinas. Rara vez se ven en los arroyos costeros o en humedales del interior.
Todas las poblaciones de charrán piquigualdo se dispersan tras la época de cría. Cuando las aves del sur de África dejan las colonias de Namibia y la provincia Occidental del Cabo la mayoría de los adultos se trasladan hacia el este, a la costa del océano Índico sudafricana. Muchas aves jóvenes también viajan al este, algunas veces a más de 2000 km, pero otras van hacia el norte, por la costa occidental. T. b. thalassina pasa el invierno en la costa oriental africana tan al norte como Kenia y Somalia y puede desplazarse al sur hasta Durban. Las poblaciones de T. b. velox que crían desde el golfo pérsico hacia el este y parecen ser sedentarias o presentar dispersiones cortas más que ser realmente migratorias, pero aquellas que crían en el mar Rojo pasan el invierno en el sur, a lo largo de la costa oriental africana hasta Kenia. T. b. cristata permanece principalmente en un radio de 400 km de sus colonias de cría, pero algunas aves divagan en un radio de más de 1.000 km. Esta especie ha aparecido como divagante en Hawái, Nueva Zelanda, Corea del Norte, Jordania, e Israel.

## Comportamiento

### Reproducción

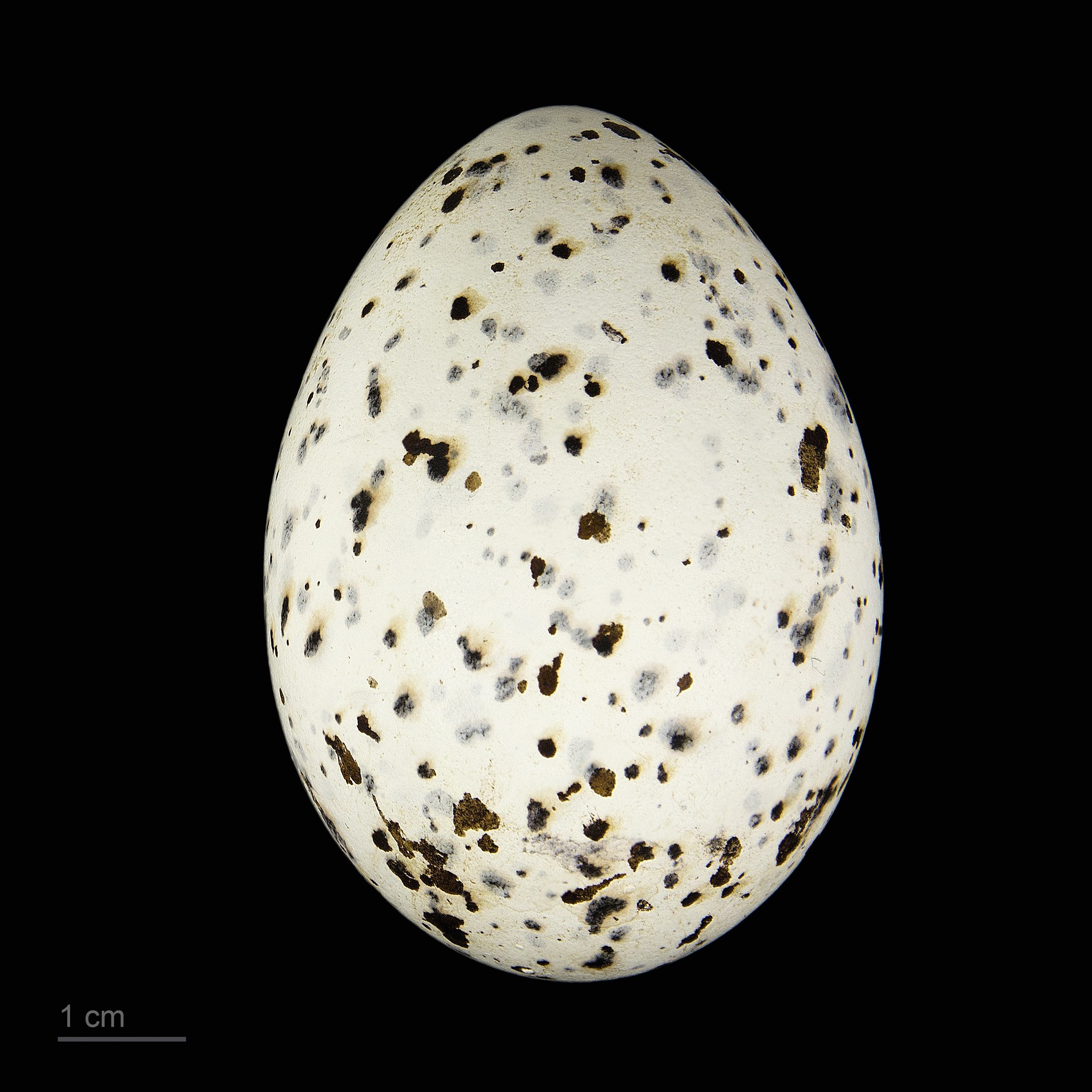
Thalasseus bergii - MHNT

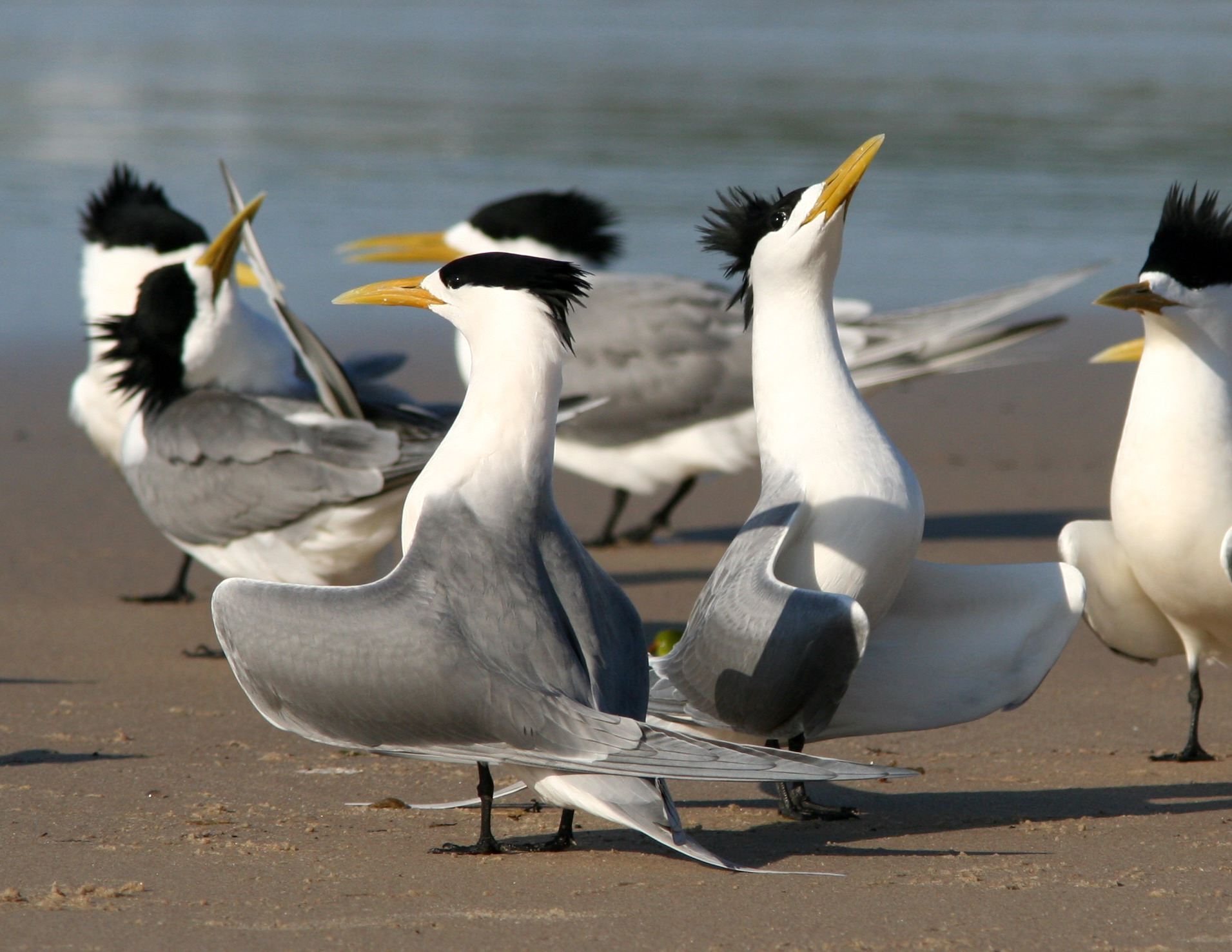
T. b. cristata en parada nupcial.

El charrán piquigualdo cría en colonias, a menudo mezcladas con otras aves marinas. Son monógamas y los lazos de pareja se mantienen durante todo el año y algunas veces en temporadas de cría consecutivas. El tamaño de las colonias depende de la abundancia de peces pelágicos de los que se alimentan, la mayor colonia registrada, de 13 000 a 15.000 parejas, está en el golfo de Carpentaria en el norte de Australia, una región que alberga también las mayores colonias de otras aves marinas, ya que los anidamientos en esta área vienen tras las inundaciones monzónicas de verano, que presumiblemente son las responsables del aumento de las reservas de peces, probablemente porque entonces los ríos proporcionan un aporte extra de nutrientes al golfo. Estas aves no presentan fidelidad al lugar de anidación, filopatría, ya que frecuentemente lo cambian de año en año, algunas veces en más de 200 km.

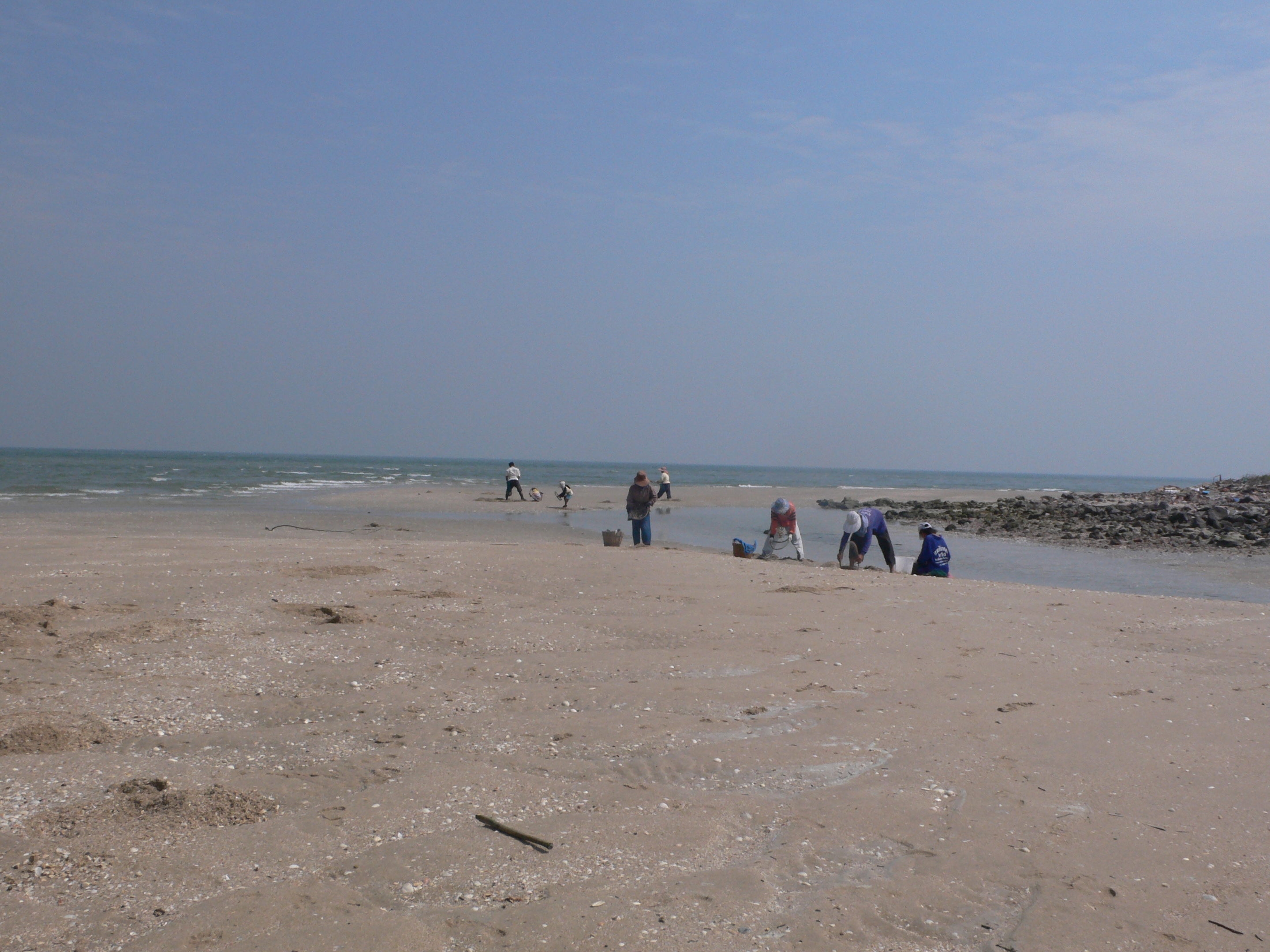
Las actividades humanas en las islas tropicales arenosas la cría y el descanso de los charranes.

El macho de charrán piquigualdo ocupa una pequeña zona de la colonia para prepararse para el anidamiento, e inicialmente picará a cualquier otro charrán que entre en su territorio. Si el intruso es otro macho responderá de la misma forma, y normalmente será expulsado enérgicamente por el ocupante. Una hembra que entra en el área de anidación reacciona pasivamente a los ataques del macho, lo que le permite reconocer su sexo para iniciar el ritual de formación de la pareja, que incluye alzamientos de cabeza y reverencias. Este comportamiento se repite con frecuencia durante el anidamiento para reforzar el lazo entre la pareja. Los charranes además usan el pescado como parte del ritual de cortejo. Un ave vuela por la colonia con un pez en el pico, emitiendo fuertes llamadas, su pareja puede estar también volando, pero la pareja finalmente se posará y le entregará el regalo.

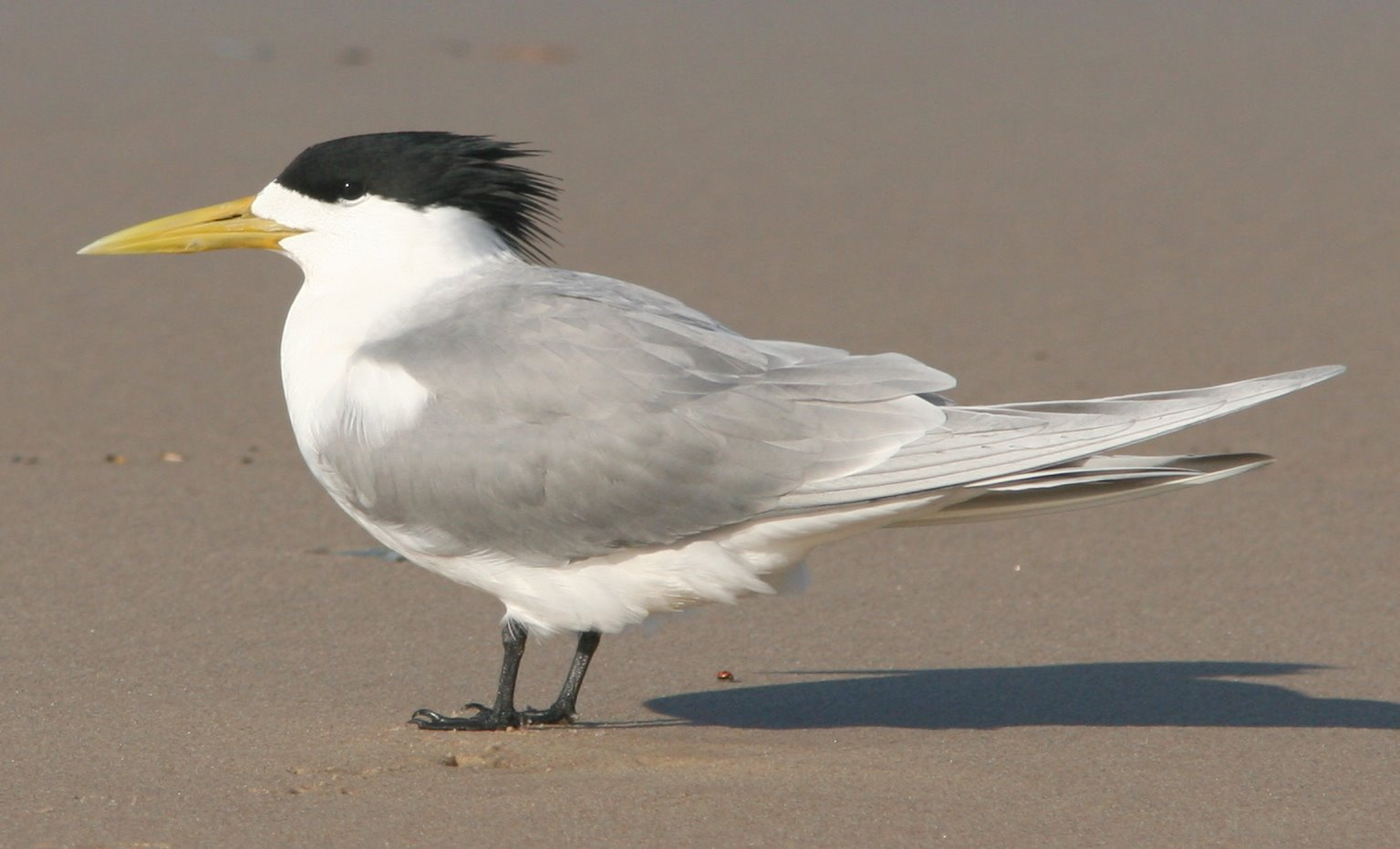
Individuo con plumaje reproductivo en Nueva Gales del Sur.

El nido es un simple hoyo somero en la arena al descubierto, en el suelo plano o inclinado. Por lo general no tienen revestimientos, pero a veces se incorporan piedras o jibiones. Ponen un huevo, a veces dos, que son incubados por ambos progenitores durante 25 a 30 días. Los huevos son de color crema con vetas negruzcas. La incubación se sincroniza dentro de la colonia y más estrechamente en las subcolonias. Los padres no son capaces de reconocer sus huevos o a los pollos recién nacidos, pero pueden distinguirlos de los demás cuando tienen dos días, un poco antes de que empiecen a vagar fuera del nido. Estos pollos precoces, que son blanquecinos con motas negras, son cuidados y alimentados por ambos progenitores, aunque pueden agruparse en guarderías cuando crecen. Los charranes jóvenes pueden volar al cabo de 38 - 40 días, pero siguen dependiendo de sus padres tras dejar la colonia hasta que tienen unos cuatro meses.

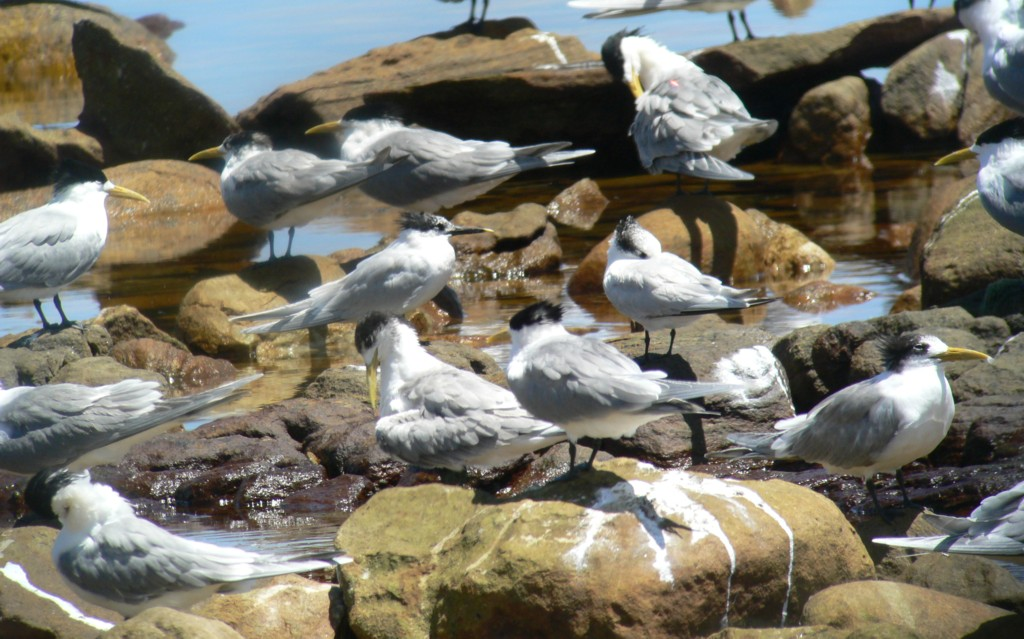
Subespecie nominal posada junto a charranes patinegros en Sudáfrica.

En el sur de África esta especie se ha adaptado a criar en los tejados de los edificios, a veces con la gaviota plateada sudafricana, aunque también comparte los lugares de anidamiento habitual de la subespecie nominal. En 2000 el 7,5% de la población de esta subespecie anidaba en tejados. También han colonizado recientemente las islas artificiales de las salinas y de las instalaciones de aguas residuales.
Los charranes adultos tienen pocos depredadores, pero en Namibia las gaviotas cocineras le roban el alimento a los inmaduros, y se ha observado a esta especie, además de a la gaviota plateada sudafricana, la gaviota plateada y al ibis sagrado alimentándose de huevos y pollos especialmente cuando se ha molestado a las colonias. Las subcolonias pequeñas con un número relativamente mayor de nidos localizados en el perímetro sufren más depredación. En Australia se ha registrado predación producida por los gatos y los perros, y ocasionalmente muertes causadas por disparos o colisiones con automóviles, cables o torres eléctricas.

### Alimentación

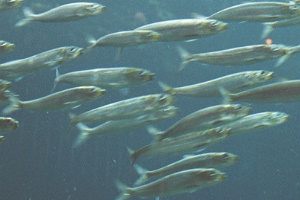
Las sardinas son parte de su dieta.

El pescado es la principal comida de los charranes piquigualdos, ya que suponen cerca del 90% de sus presas, el resto está compuesto por cefalópodos, crustáceos e insectos. Inusualmente incorporan otros vertebrados entre sus presas como lagartos agamas y crías de tortugas verdes.
Los charranes crestados se alimentan principalmente en el mar zambulléndose en picado hasta profundidades superiores a 1 m, o sumergiéndose desde la superficie, para tragarse las capturas mientras vuelan. Estas aves pueden buscar comida a más de 10 km de tierra en la época de cría. El tamaño de sus presas oscila entre los 7–138 mm de longitud y más 30 g. Los peces pelágicos que viven en cardúmenes, como la anchoa y la sardina, son sus presas típicas, pero también consumen especies del fondo desechadas en la pesca comerciales. Estos charranes siguen activamente a los arrastreros, incluso por la noche, y durante la temporada de pesca los desechos de la pesca pueden suponer el 70% de su dieta. La pesca de la gamba es especialmente productiva generando desechos, ya que las gambas suponen sólo el 10–20% de las capturas, siendo el resto desechados, principalmente peces como los apogónidos y los gobios.

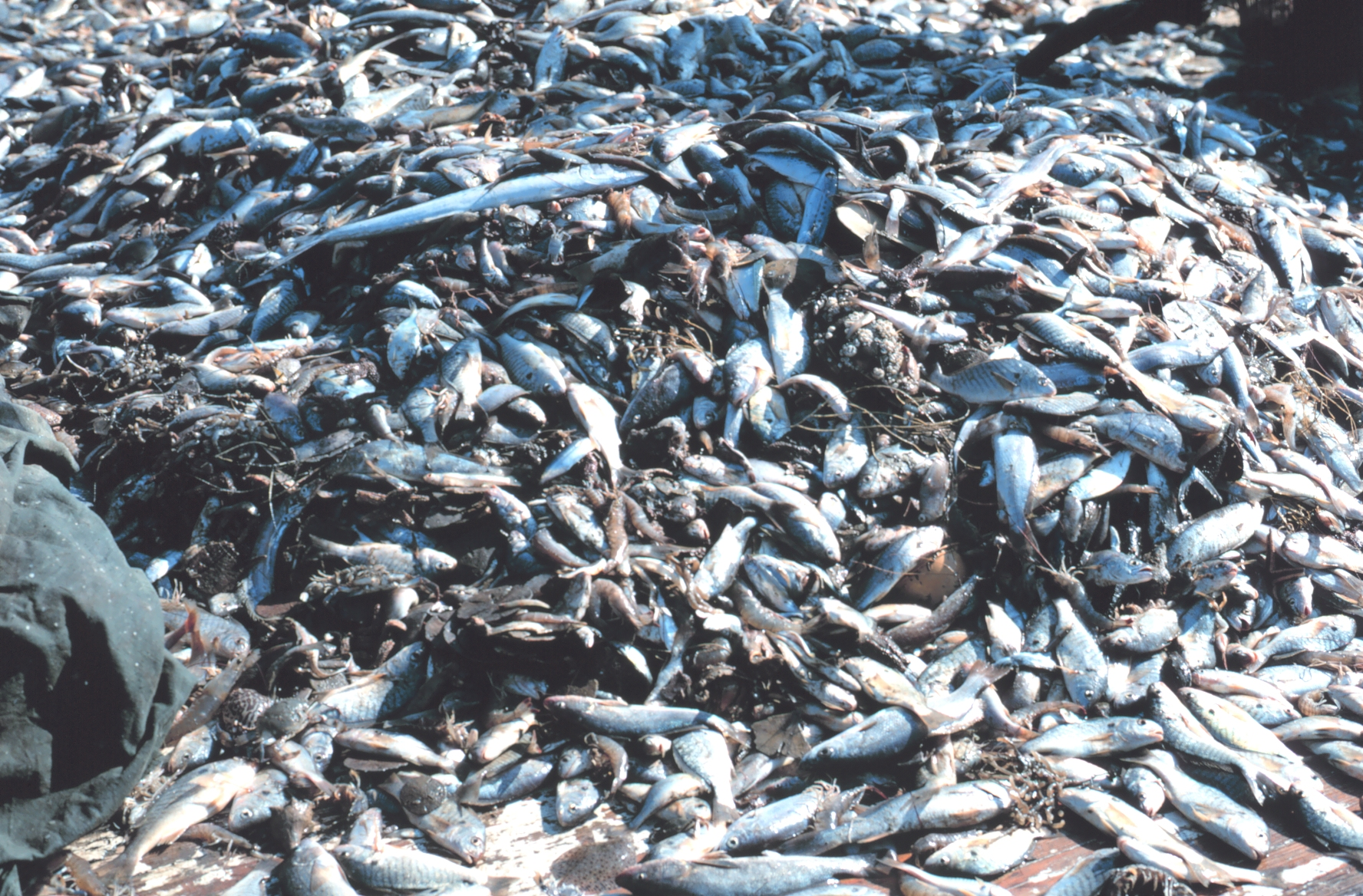
Los espojos de la pesca de la gamba les proporcionan alimento extra.

Un estudio realizado en la gran barrera de coral donde el número de parejas reproductoras de charrán piquigualdo se ha multiplicado por diez, probablemente por la comida extra obtenida de los despojos de los arrastreros, revela que han desplazado a los charranes bengalíes y charranes sombríos que ahora crían en una zona del arrecife donde la pesca está prohibida. Es posible que el gran incremento en el número de charranes piquigualdos afecte a las otras especies al aumentar la competencia por la comida o los sitios de anidamiento.
Los charranes tienen gotitas de aceite rojo en los conos de las retinas de sus ojos. Esto mejora el contraste y la percepción de las formas a distancia, especialmente en condiciones de bruma. Las aves que tienen que ver a través de la superficie aire/agua, como los charranes y las gaviotas, tienen pigmentos carotenoides más intensamente coloreados en el aceite de los conos que otras aves. La mejora de la visión ayuda a los charranes a localizar los bancos de pescado, aunque no se sabe si saben localizar el fitoplancton del que se alimentan los peces, o si observan a otros charranes que se lanzan en picado en busca de comida. Los ojos de los charranes no son particularmente sensibles al ultravioleta, una adaptación más común en las aves que también se alimentan en tierra como las gaviotas.

## Conservación
El charrán piquigualdo tiene un amplio área de distribución, estimado en unos 1–10 millones de kilómetros cuadrados. La población no está cuantificada, pero no se cree que se acerque a los criterios de amenaza de la Lista Roja de la UICN ni por tamaño (menos de 10.000 individuos adultos) ni por descenso de población (declive de más del 30% en diez años o tres generaciones). Por eso la especie se cataloga como de preocupación menor (LC) a nivel global. Aunque existe preocupación por algunas poblaciones de áreas tales como el golfo de Tailandia donde la especie ya no cría, o Indonesia donde la recolección de huevos está causando su disminución.
Todas las subespecies excepto T. b. cristata están contempladas en el Acuerdo de conservación de las aves acuáticas migratorias afro-euroasiáticas (AEWA). Se exige a las partes del acuerdo que pongan en práctica las estrategias descritas en el plan de acción. El plan intenta señalar temas clave como la conservación de las especies y sus hábitats, la gestión de las actividades humanas, la investigación, la educación y puesta en marcha.
La pesca comercial puede producir tanto efectos positivos como negativos en los charranes piquigualdos. Las tasas de supervivencia de los juveniles mejora cuando consiguen alimento extra de los desechos de los barcos, y se piensa que el enorme aumento de la población en el sudeste del golfo de Carpentaria se debe al desarrollo de una gran industria pesquera de gambas por arrastre. En cambio la pesca al cerco reduce la cantidad de comida disponible, a lo que se achaca las fluctuaciones medidas en la población reproductora de charranes piquigualdos del Cabo occidental en Sudáfrica por disminuir la cantidad de peces pelágicos por sobrepesca. Además los charranes pueden resultar muertos o heridos al colisionar con las redes de arrastre, quedar atrapados en las redes en uso o en los equipos desechados y engancharse en los anzuelos en línea, pero a diferencia de los albatros y los petreles hay pocas pruebas de que supongan en un número significativo.
Se produjo un incidente inusual que incapacitó a 103 charranes en la isla Robben a causa de la espuma marina generada por la combinación de la acción de las olas, el mucílago del kelp y el fitoplancton. Tras recibir tratamiento el 90% de las aves se recobraron para poder ser liberadas.